# Киртланд, Джаред Поттер
Джаред Поттер Киртланд (1793—1877) — американский натуралист, малаколог, врач и политик. Наиболее активен на последнем поприще был в штате Огайо. Один из основателей медицинской школы при Университет Кейс Вестерн резерв и того, что затем стало Кливлендским музеем естественной истории. В его честь названо несколько видов живых существ.

## Биография
Джаред родился в городе Уоллингфорд, штат Коннектикут. Его мать Мэри была дочерью известного в округе врача, доктора Джареда Поттера. Киртланд должен был отправиться в Эдинбург, чтобы получить там медицинское образование, но война 1812 года между Англией и США расстроила эти планы. Закончив только что открывшуюся школу медицины в Йеле, Джаред стал врачом. Он женился и практиковал в родном городе, хотя и вынашивал планы переезда в Огайо. После смерти первой жены в 1823 году Киртланд переехал.
В Огайо он приобрёл большую медицинскую практику, стал профессором и трижды избирался в легислатуру штата, а также служил пробационным судьей. С 1843 года и до конца жизни он владел фруктовой фермой, на которой и жил. С 1855 являлся ассоциированным членом Американской академии искусств и наук.

### Личная жизнь
Дважды состоял в браке. Одна из дочерей пережила учёного.
Киртланд деятельно интересовался множеством вещей от геологии до садоводства и сельского хозяйства включительно, особенно применительно к ставшему для него родным штату Огайо.

## Виды, названные в честь Киртланда
- Setophaga kirtlandii
- Clonophis kirtlandii[6]
- Thelotornis kirtlandii[6]